# 卡斯蒂約峰
46°03′54″S 72°12′27″W / 46.06500°S 72.20750°W

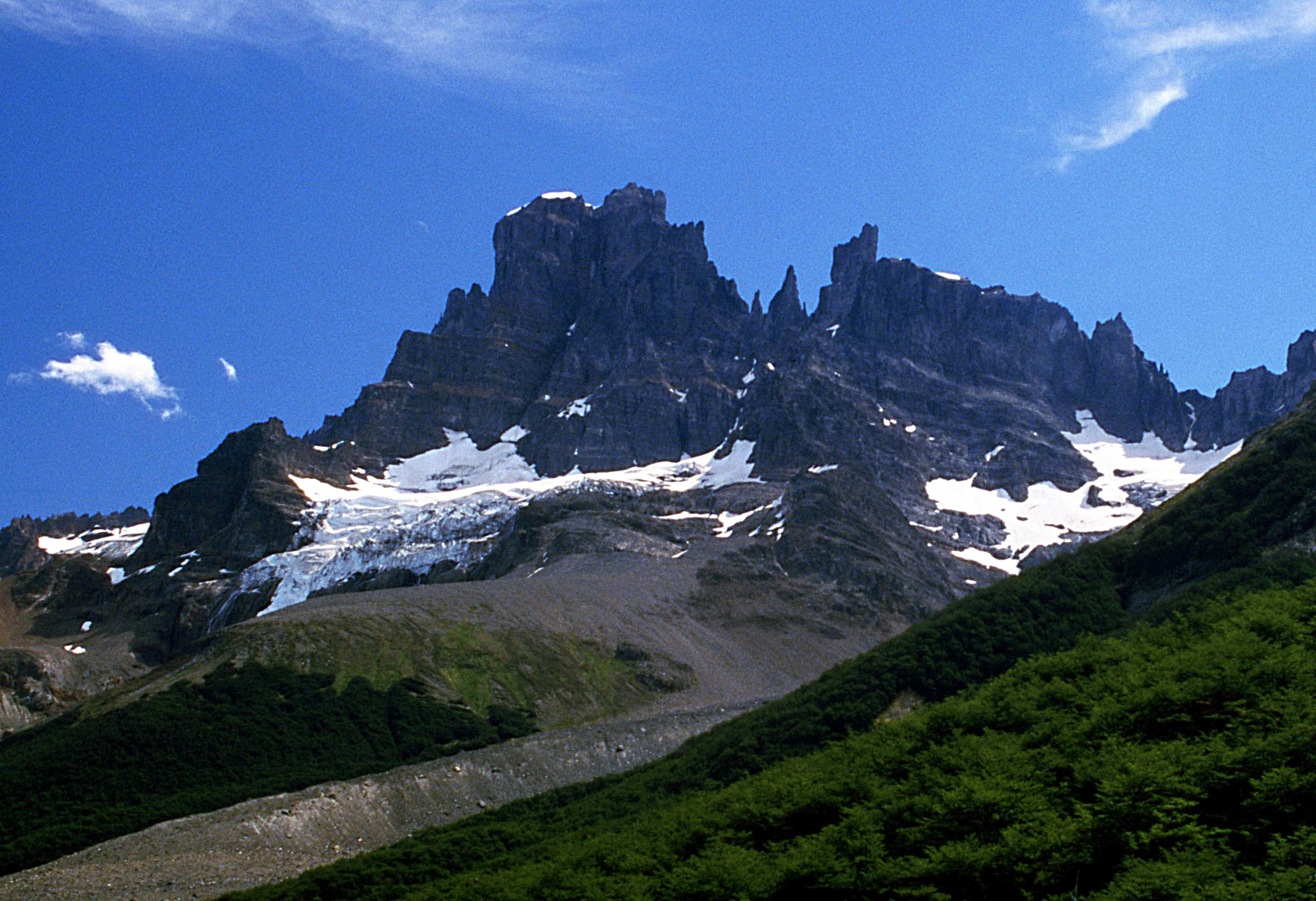

卡斯蒂約峰是智利的山峰，位於該國南部伊瓦涅斯將軍艾森大區，處於科伊艾克以南75公里，海拔高度2,675米，山體由火成岩組成，人類在1966年2月10日首次登頂。